# Bauta
Bauta é um município de Cuba pertencente à província de Artemisa.